# Фаулер, Бет
Бет Фаулер (англ. Beth Fowler, род. 1 ноября 1940) — американская актриса и певица, добившаяся наибольшего успеха благодаря выступлениям на бродвейской сцене. Фаулер дважды за свою карьеру номинировалась на премию «Тони» за свои роли в мюзиклах «Суини Тодд» (1990) и The Boy from Oz (2004). Она также выступала в десятках других постановок за период своей карьеры, охватывающей четыре десятилетия.

## Карьера
На экране, Фаулер появилась в фильмах «Действуй, сестра», «Действуй, сестра 2», «Супруги Морган в бегах» и «Я не знаю, как она делает это», а на телевидении была гостем в сериалах «Закон и порядок», «Закон и порядок: Преступное намерение». Наибольшей известности она добилась благодаря второстепенной роли сестры Ингаллс в сериале Netflix «Оранжевый — хит сезона».

## Личная жизнь
Бет Фаулер вышла замуж за Джека Уитема в 1976 году.

## Фильмография
| Год       | Название                                    | Роль                                                | Примечания |
| --------- | ------------------------------------------- | --------------------------------------------------- | --- |
| 1991      | In the Line of Duty: Manhunt in the Dakotas | Joan Kahl                                           | Television film |
| 1992      | Sister Act                                  | Choir Nun                                           | |
| 1993      | Law & Order                                 | Mrs. Wrenn                                          | Episode: "Virus"                                                                                                   |
| 1993      | Sister Act 2: Back in the Habit             | Choir Nun                                           | |
| 1998      | Mulan                                       | Voice                                               | |
| 2000      | Ed                                          | Molly's Mom                                         | Episode: "The Whole Truth"                                                                                         |
| 2001      | Friends & Family                            | Mrs. Torcelli                                       | |
| 2006      | Law & Order: Criminal Intent                | Margaret Collo                                      | Episode: "On Fire"                                                                                                 |
| 2007—2012 | Сплетница                                   | хозяйка церемоний / председатель комитета котильона | 3 эпизода |
| 2008      | Back to Me                                  | Beth                                                | Short film |
| 2009      | Did You Hear About the Morgans?             | Ma Simmons                                          | |
| 2010      | The Extra Man                               | Ms. Marsh                                           | |
| 2011      | Silhouette                                  | Paige                                               | |
| 2011      | I Don't Know How She Does It                | Clark's Secretary                                   | |
| 2013-2016 | Orange Is the New Black                     | Sister Jane Ingalls                                 | 32 episodes Recurring role Screen Actors Guild Award for Outstanding Performance by an Ensemble in a Comedy Series |